# Ворожбянский завод металлоконструкций
Ворожбянский завод металлоконструкций — промышленное предприятие в городе Ворожба Сумской области, прекратившее производственную деятельность.

## История
Предприятие было создано в соответствии с шестым пятилетним планом развития народного хозяйства СССР и введено в строй в 1955 году.
Завод специализировался на производстве металлоизделий различного назначения, здесь выпускали детали и узлы для линий электропередач и контактной сети электрифицированных железных дорог, оснастку и оборудование для производства железобетонных изделий, формы для производства модульных ограждений и фасонных изделий из бетона, защитно-декоративные корпуса для приборов и оборудования, а также строительные металлоконструкции (в том числе, стальную арматуру и крупногабаритные сборные конструкции).
Кроме того, в 1956 году завод освоил производство складного металлического моста для мостоукладчиков МТУ.
В 1986 году завод увеличил объемы производства товаров народного потребления и металлоизделий хозяйственно-бытового назначения.
В советское время завод входил в число предприятий союзного подчинения и являлся одним из ведущих предприятий города.
После провозглашения независимости Украины государственное предприятие было преобразовано в открытое акционерное общество. В условиях экономического кризиса 1990х годов объемы производства сократились, в начале 2000х годов завод был приватизирован и преобразован в закрытое акционерное общество.
Начавшийся в 2008 году экономический кризис осложнил положение предприятия (по объему невыплаченной заработной платы к концу октября 2010 года вошедшего в число 8 крупнейших предприятий-должников среди всех 85 экономически активных промышленных предприятий Сумской области), в 2013 году в отношении завода была начата процедура банкротства.
По состоянию на 2016 год, завод уже не функционировал.